# Marthasville
Marthasville – miasto w Stanach Zjednoczonych, w stanie Missouri, w hrabstwie Warren.